# Derogation
Medmindre loven giver udtrykkelig hjemmel for fravigelse, må en bekendtgørelse ikke være i strid med loven - med andre ord - den må ikke derogere loven, idet loven har større vægt en den administrative forskrift, jf. Zahle s. 202.
| Jura | Spire Denne juraartikel er en spire som bør udbygges. Du er velkommen til at hjælpe Wikipedia ved at udvide den. |